# Morgens Snedker
Morgens Snedker (Malmösnidaren) var en träsnidare, verksam i slutet av 1500-talet.
Från Morgens Snedker verkstad har troligen de första större skånska träsniderierna sitt ursprung, bland annat altaruppsatsen i Lomma kyrka som är daterad 1566 och som blev något av en stilbildare för altaruppsatser i södra Sverige. Morgens Snedker var anlitad som träsnidare vid Malmöhus 1582 och har då med sig Daniel Thomisen som elev. Han var en av grundarna till Malmö äldsta snickarskrå 1601.